# Шапиро, Геннадий Самойлович
Геннадий Самойлович Шапиро (род. 19 декабря 1958, Рига, Латвийская ССР) — латвийский советский и германский шашист, бронзовый призёр чемпионата мира 1996 года по бразильским шашкам. Неоднократный чемпион Латвии и Германии по шашкам-64. Международный гроссмейстер. Журналист и спортивный судья. Участвует также в соревнованиях по международным шашкам.

## Биография
Геннадий Шапиро родился в Риге в 1958 году. Окончил Латвийский государственный университет в 1986 году. По специальности программист. В 2003 году переехал в Германию, проживает в Дюссельдорфе. Автор статей в журналах «Шашки», «Dambrete», «Hoofdlijn»(Нидерланды), «Шашечный мир», «Шашечный Израиль», а также на сайте «Шашки в России» и Едином шашечном сайте. Был судьёй на чемпионатах мира по шашкам-64 в 1992 и 2007 годах, на молодёжном чемпионате в 2008 году. Тренировался у Виктора Адамовича.
FMJD-Id: 11592.